# Kozí Vrbovok
Kozí Vrbovok (ungarisch Kecskevarbók) ist eine Gemeinde in der Mitte der Slowakei mit 149 Einwohnern (Stand 31. Dezember 2024), die im Okres Krupina, einem Kreis des Banskobystrický kraj, liegt.

## Geographie
Die Gemeinde befindet sich in der Hochebene Krupinská planina, im Tal des Baches Vrbovok im Einzugsgebiet der Krupinica. Unterhalb des Ortes erstreckt sich der Stausee Kozí Vrbovok. Das Ortszentrum liegt auf einer Höhe von 346 m n.m. und ist 10 Kilometer von Krupina entfernt (Straßenentfernung).
Nachbargemeinden sind Jalšovík im Westen und Norden, Zemiansky Vrbovok im Nordosten, Trpín im Osten und Südosten und Horný Badín im Süden und Südwesten.

## Geschichte
Kozí Vrbovok wurde zum ersten Mal 1415 als Varborok erwähnt und war Gut des örtlichen Landadels. 1715–20 gab es 14 Haushalte, 1828 zählte man 34 Häuser und 208 Einwohner, die als Landwirte und Winzer beschäftigt waren.
Bis 1918 gehörte der im Komitat Hont liegende Ort zum Königreich Ungarn und kam danach zur Tschechoslowakei beziehungsweise heute Slowakei. In der ersten tschechoslowakischen Republik war Kozí Vrbovok ein landwirtschaftlich geprägter Ort. Die Einwohner nahmen am Slowakischen Nationalaufstand teil.

## Bevölkerung
| Jahr                | 1994 | 2004 | 2014    | 2024    |
| ------------------- | ---- | ---- | ------- | ------- |
| Anzahl der Personen | 178  | 178  | 163     | 149     |
| Unterschied         |      | +0 % | −8,42 % | −8,58 % |

| Jahr                | 2023 | 2024    |
| ------------------- | ---- | ------- |
| Anzahl der Personen | 152  | 149     |
| Unterschied         |      | −1,97 % |

Nach der Volkszählung 2011 wohnten in Kozí Vrbovok 177 Einwohner, davon 166 Slowaken. 11 Einwohner machten keine Angabe zur Ethnie.
163 Einwohner bekannten sich zur Römisch-katholischen Kirche und zwei Einwohner zur Evangelischen Kirche A. B. Zwei Einwohner waren konfessionslos und bei 10 Einwohnern wurde die Konfession nicht ermittelt.

## Bauwerke und Denkmäler
- kleiner Glockenturm in der Ortsmitte